# Zdeněk Hřib
Zdeněk Hřib, né le 21 mai 1981 à Slavičín, est un manager, médecin et homme politique tchèque, membre du Parti pirate (ČPS). Il est maire de Prague de 2018 à 2023.

## Biographie

### Situation personnelle
Il naît le 21 mai 1981 à Slavičín, près de Zlin, en Tchécoslovaquie.
Entre 1999 et 2006, il étudie la médecine à la faculté de médecine de l'Université Charles de Prague. Il obtient le titre de Docteur en médecine. Il publie de nombreux articles dans des médias professionnels et a été membre de plusieurs groupes de travail sur les technologies de l'information, la qualité et l'efficacité au sein des ministères, de l'Organisation mondiale de la santé et de l'Union Européenne.
Zdeněk Hřib est marié et père de trois enfants.

### Parcours politique
Il entre au parti pirate tchèque en 2013. En 2014, il est candidat de soutien sur la liste pirate aux élections municipales pour la ville de Prague-Capitale. Son parti obtient alors 5,31% des voix et ses 4 premiers sièges au conseil de Prague.
En mars 2018, il est désigné tête de liste pour les municipales par les membres praguois du Parti pirate et candidat au poste de maire. Lors des élections municipales de Prague le 6 octobre 2018, le Parti pirate arrive en seconde position derrière le Parti démocratique civique et remporte 13 sièges. Comme le vainqueur des élections n'a pas trouvé de partenaire, le Parti pirate forme une coalition avec le Parti citoyen Praha sobě et la coalition de STAN-TOP 09 et soutenue par d'autres partis,  Spojené síly pro Prahu.
Il est élu au poste de maire de Prague par 39 des 65 membres du conseil municipal et prend ses fonctions le 15 novembre 2018,.
Hostile à la Chine, il rompt peu après son élection le jumelage avec Pékin au profit d'un nouveau jumelage avec Taipei.
À la suite des élections municipales de septembre 2022, il est réélu conseiller mais perd son poste de maire au profit de Bohuslav Svoboda en février 2023.
Le 9 novembre 2024, il est élu chef du Parti pirate.